# الدرع البلطيقي

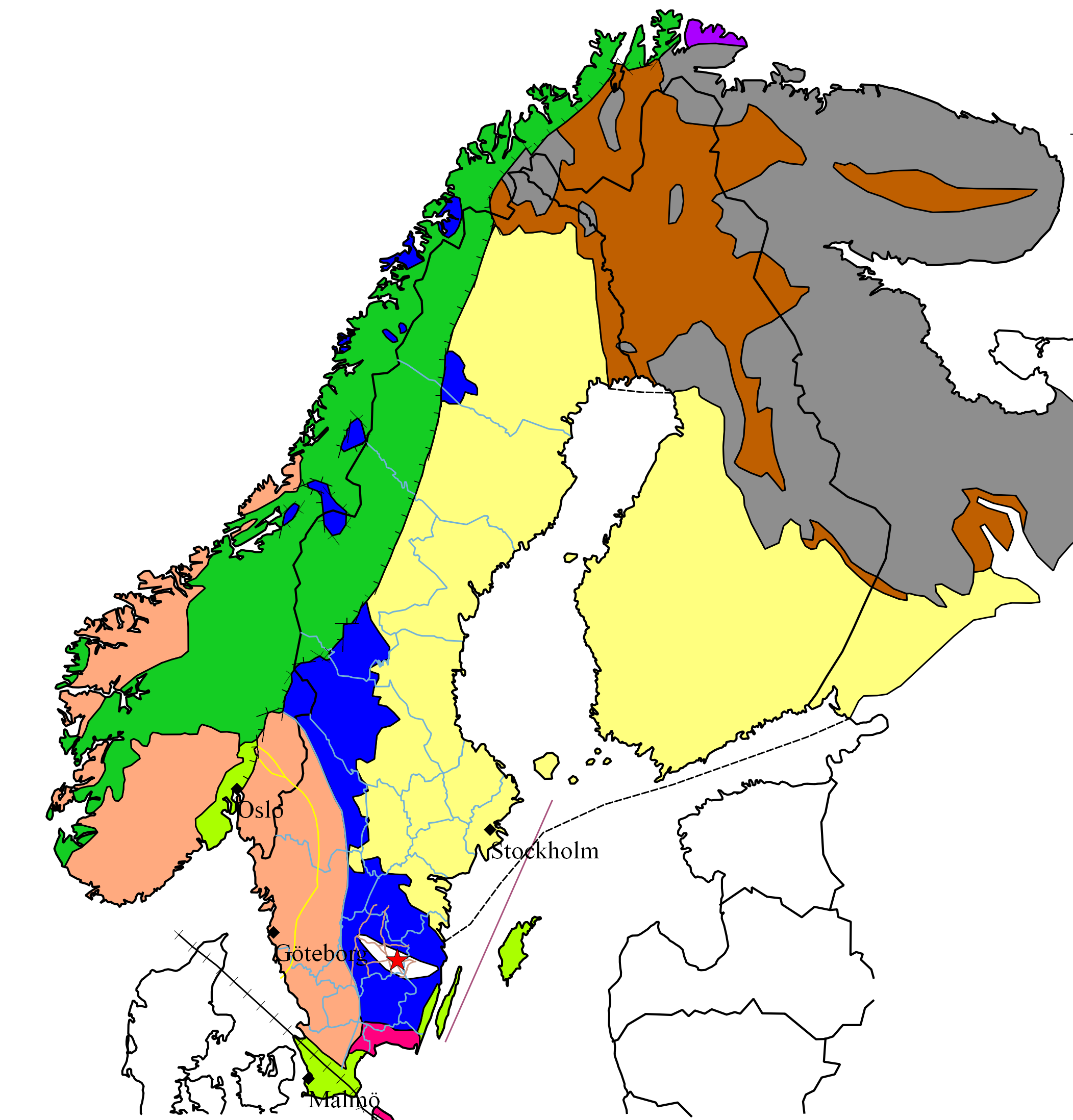
الخريطة الجيولوجية لفينوسكانديا
Archean صخور كاريليا, Belomorian ومجالات Kola
دهر الطلائع صخور نطاقي كاريليا وكولا
Svecofennian Domain
Transscandinavian Igneous Belt
Timanide Orogen
Sveconorwegian Orogen (بما في ذلك Western Gneiss Region)
Caledonian nappes

الدرع البلطيقي (أو الدرع الفينوسكاندياني) هو جزء من قشرة الأرض ينتمي إلى كراتون شرق أوروبا، ويمثل جزءًا كبيرًا من فينوسكانديا، شمال غرب روسيا وشمال بحر البلطيق. وهو يتألف في معظمه من صخور النايس من الدهر السحيق ودهر الطلائع وحزام الحجر الأخضر والتي خضعت لتشوهات عديدة من خلال النشاطات التكتونية. يحتوي الدرع على أقدم صخور القارة الأوروبية بسمك 250-300 كم.
ينقسم الدرع البلطيقي إلى خمس مقاطعات : مقاطعتي السفيكوفينيانية والسفيكونورويجية(1) في فينوسكانديا، ومقاطعات
الكاريلية والبيلومورية والكولا في روسيا. وتنقسم المقاطعات الثلاثة الأخيرة إلى مزيد من الكتل والمجمعات وتحتوي على أقدم الصخور والتي يبلغ عمرها 2500-3100 مليون سنة. تنتمي أصغر الصخور إلى مقاطعة سفيكونورويجية، والتي يبلغ عمرها 900-1700 مليون سنة.
يُعتقد أن الدرع كان في السابق جزءًا من قارة قديمة، حيث نما حجم الدرع البلطيقي من خلال الاصطدامات مع شظايا القشرة المجاورة. منذ ذلك الحين، تآكلت الجبال التي خلقتها هذه العمليات التكتونية حتى قواعدها، وأصبحت المنطقة اليوم مسطحة إلى حد كبير. نُظّف الدرع البلطيقي من رواسبه العلوية من خلال خمسة تجمعات جليدية متتالية من العصر الحديث الأقرب والتراجع اللاحق، تاركًا مناطق شاسعة(2) مكشوفةً. لذلك فهو مهم للجيوفيزيائيين الذين يدرسون التاريخ الجيولوجي وديناميكيات أوروبا الشرقية.
أدى تجريف وضغط الحركات الجليدية للدرع البلطيقي إلى نشوء العديد من البحيرات والجداول في المنطقة، واحتفظت الأرض فقط بطبقة رقيقة من الرواسب الرملية التي جُمعت في المنخفضات والتضاريس الجليدية. تتكون معظم التربة من الركام الجليدي، وهو خليط أصفر رمادي من الرمال والصخور، مع طبقة رقيقة من الدبال في الأعلى. تُهيمن الغابات الشاسعة، التي تضم ثلاثة أنواع تقريبًا من الصنوبر والتنوب والبتولا، على المناظر الطبيعية، وترسم حدودها بوضوح. التربة فيه حمضية ولا تحتوي على الكربونات مثل الحجر الجيري. لقد دمرت عمليات التجريف بواسطة الأنهار الجليدية القديمة وحموضة التربة جميع المواد المثيرة للاهتمام من الناحية البنتولوجية، مثل الأحافير.
ينتج الدرع البلطيقي معادن وخامات صناعية مهمة، مثل معادن الحديد والنيكل والنحاس والبلاتين. كان الدرع البلطيقي منذ فترة طويلة مصدرًا مشتبهًا للماس والذهب وذلك نظرًا لتشابهه مع الدرع الكندي والكراتونات في جنوب إفريقيا وغرب أستراليا. حاليًا، يُعد حزام وسط لابلاند جرينستون في الشمال منطقة غير مستكشفة ولديها القدرة على الاحتفاظ برواسب ذهب قابلة للاستغلال.
كشفت عمليات التنقيب الأخيرة عن عدد كبير من أنابيب الكمبرليت الحامل للماس في شبه جزيرة كولا، ورواسب(3) من الذهب في فنلندا.

## التسلسل الزمني للتآكل
تآكلت الجبال التي كانت موجودة في عصر ما قبل الكمبري في تضاريس منسحجة بالفعل خلال أواخر حقبة الطلائع الوسطى، عندما اندس الجرانيت الراباكيفي. أدت التعرية الإضافية إلى جعل التضاريس مسطحة إلى حد ما في وقت ترسب الرواسب الجوتنية. مع تآكل دهر الطلائع الذي يصل إلى عشرات الكيلومترات، العديد من صخور ما قبل الكمبري التي نراها اليوم في فنلندا هي «جذور» الكتل الصخرية القديمة. نتج عن حدث التسوية الرئيسي الأخير في تشكيل الكمبري الفرعي في أواخر حقبة الطلائع الحديثة.
اصطدمت قارتي لورنشيا وبلطيقيا في العصر السيلوري والديفوني، مما أدى إلى سلسلة جبال بحجم جبال الهيمالايا تسمى جبال الكاليدونية تقريبًا فوق نفس منطقة الجبال الاسكندنافية الحالية. خلال نشأة كاليدونيا، كانت فنلندا على الأرجح عبارة عن حوض أمامي في الأرض مغطى بالرواسب. كان من الممكن أن يؤدي الارتفاع والتآكل اللاحقان إلى تآكل كل هذه الرواسب. بينما ظلت فنلندا مدفونة  أو قريبة جدًا من مستوى سطح البحر منذ تكوين شبه الكمبري، تشكلت بعض التضاريس الأخرى من خلال ارتفاع طفيف، مما أدى إلى نحت الوديان بواسطة الأنهار. يعني الارتفاع الطفيف أيضًا أنه في الأماكن، يمكن تتبع السهب المرتفع باعتباره توافق قممي.

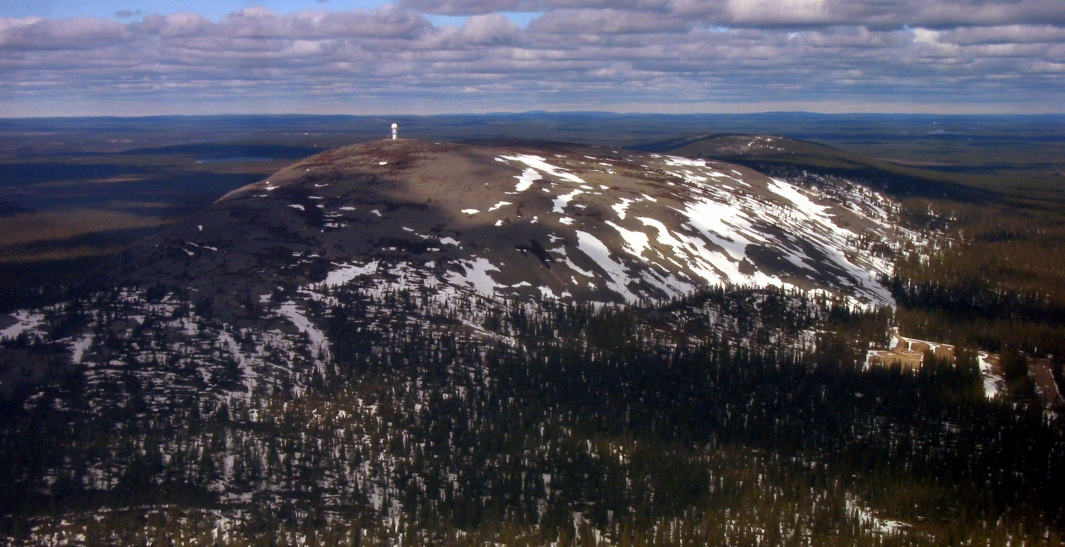
لوستو، جبل جزيري في لابلاند الفنلندية

يُقدر التعري في الدهر الوسيط على الأكثر بمئات الأمتار. يُقدَّر أن سهب إنسلبيرج في لابلاند الفنلندية قد تشكل في العصر الطباشيري النتأخر أو العصر الباليوجيني، إما عن طريق تشكيل سهل تحاتي متحوض ‏ أو روسمة السهول ‏. من غير المحتمل أن يكون أي سطح قديم من الدهر الوسيط في لابلاند الفنلندية قد نجا من التآكل. إلى الغرب، تشكلت سهول مودوس وجبالها الداخلية - أيضًا عن طريق الروسمة والتلوين - فيما يتعلق برفع الجبال الاسكندنافية الشمالية في العصر الباليوجيني.
كان الارتفاع الرئيسي للجبال الاسكندنافية الشمالية في العصر الباليوجيني، بينما رُفعت الجبال الاسكندنافية الجنوبية والقبة السويدية الجنوبية إلى حد كبير في العصر النيوجيني. تزامنت أحداث الارتفاع مع ارتفاع شرق جرينلاند. يُعتقد أن كل هذه الارتفاعات مرتبطة بضغوط المجال البعيد في غلاف الأرض الصخري. ووفقا لهذا الرأي، يمكن تشبيه الجبال الاسكندنافية والقبة السويدية الجنوبية بطيات عملاقة من الغلاف الصخري. يمكن أن يكون الطي ناتجًا عن ضغط أفقي يعمل على منطقة انتقال قشرية رقيقة إلى سميكة.(4) أدى ارتفاع الجبال الاسكندنافية إلى الميل التدريجي لشمال السويد، مما ساهم في إنشاء نمط الصرف الموازي لتلك المنطقة. مع ارتفاع القبة السويدية الجنوبية، أدى ذلك إلى تكوين البيدمونتريبن وعرقلة نهر إريدانوس، وتحويله إلى الجنوب.
لم تشهد الفينوسكانديا تأثيرًا طفيفًا على أي تغييرات في تضاريسها من التآكل الجليدي أثناء تغطيتها للأنهار الجليدية بشكل متكرر خلال العصر الرباعي(5). كانت التعرية خلال هذا الوقت متغير جغرافيًا بدرجة عالية ولكن قُدر متوسطه بعشرات الأمتار. تعرض الساحل الجنوبي لفنلندا وأولاند وأرخبيل ستوكهولم لتعرية جليدية كبيرة في شكل تجريف خلال العصر الرباعي. أدت العصور الجليدية الرباعية إلى تآكل النهر الجليدي للصخور الضعيفة الموزعة بشكل غير منتظم، والعباءات الصخرية المتجوية، والمواد السائبة. عندما تراجعت الكتل الجليدية، تحولت المنخفضات المتآكلة إلى العديد من البحيرات الموجودة الآن في فنلندا والسويد. تأثرت الشقوق في الصخر الأساس بشكل خاص بالتجوية والتعرية، مما ترك نتيجة لذلك مداخل البحر والبحيرات المستقيمة.

## روابط خارجية
- بيانات Rb-Sr لكتل الكمبرلايت والقلوية الحاملة للماس في شمال شرق فينوسكانديا
- تطور ما قبل الكمبري للكتل الأثرية الرئيسية في درع البلطيق (نسخة مؤرشفة)
- جيولوجيا فينوسكانديا
- لماذا تحتوي منصة أوروبا الشرقية (هكذا) على 3 كيلومترات من الرواسب؟ رؤى من هيكل الغلاف الصخري والنظام الحراري والتكوين (ملف PDF)

## الهوامش
- 1 : أو جنوب غرب النايس.
- 2 : معظمها داخل الدول الاسكندنافية.
- 3 : ربما واسعة النطاق.
- 4 : كما هو الحال مع جميع الهوامش السلبية.[17][18]
- 5 : آخر 2.5 مليون سنة